# Edvard Radzinskij
Edvard Stanislavovič Radzinskij (rusky: Эдвард Станиславович Радзинский; narozen 29. září 1936, Moskva, Sovětský svaz) je ruský spisovatel, historik, autor biografií, historických próz, divadelních her a filmových scénářů.

## Osobní život
Absolvoval moskevský Institut historie a archivnictví (dnešní Státní humanitní univerzitu). V roce 1960 byla v Moskevském divadle uvedena jeho první divadelní hra "Můj sen...Indie" (Мечта моя… Индия). Všeobecně známým se stal poté, co režisér Anatolij Efros uvedl v Divadle umění leninského komsomolu jeho hru „104 stránek pro lásku“ (104 страницы про любовь), která se posléze stala předlohou pro filmové zpracování. Od tohoto momentu se staly další hry populární a byly nasazovány v divadlech po celé zemi i v zahraničí.
Od rozpadu Sovětského svazu v roce 1991 napsal několik knih v rámci série Záhady dějin. Je autorem knihy o Stalinovi, která vychází z pramenů ruských tajných archivů. Popisuje v ní kremelský boj o moc krátce po Leninově smrti. Napsal také faktografický román o posledním ruském carovi Mikuláši II. a konci jeho rodiny. Obě knihy se staly bestsellery. Poslední kniha se zaměřuje na dalšího cara Alexandra II.
Divadelní představení vzešlé z jeho historické trilogie „Lunin“ , „Hovory se Sokratem“ a „Divadlo z dob Nerona a Seneky“ jsou uváděny také v zahraničí. V posledních letech píše populárněhistorické knihy o tragických etapách ruských a světových dějin, stejně jako o významných postavách. Vydává v řadě zahraničních nakladatelstvích jako jsou Doubl day, Simon and Schuster, Bertelsman, Mondadory, Norsted, WSOY, NHK, Hodder and Stoughton.

## Ocenění
- 1997 – Mezinárodní cena Cyrila a Metoděje
- 1998 – Cena „Literárních novin“
- 1997, 1999, 2003, 2004 – Ruská národní televizní cena

## Výbor z díla
- 1965 – 104 stránky o lásce (hra o dvou částech)
- 1976 – Rozhovory se Sókratém (hra o třech dějstvích)
- 1981 – Don Juan pokračuje (groteska o dvou částech)
- 1982 – Bez lásky i smrti (hra o dvou částech)
- 1984 – Příjemná žena s květinou a okny na sever (fraška o dvou částech)
- 1985 – Divadlo za časů Nérona a Seneky
- 1984 – Lunin aneb Jakubova smrt zaznamenaná v přítomnosti pána, v roce 1987 zpracováno v českém rozhlasu jako rozhlasová dramatizace. Hráli: Michail Sergejevič Lunin (Eduard Cupák), Ona (Jana Hlaváčová), Grigorjev (Svatopluk Skopal), důstojník (Vladimír Brabec), důstojník (Miroslav Moravec), Car (Luděk Munzar), Baranov (Jaroslav Moučka), Rodionov (Oldřich Vlach), písař (Jan Faltýnek), překlad: Jana Klusáková, režie: Jiří Horčička[1]
- 1993 – Poslední car: Zavraždění Mikuláše II. a jeho rodiny
- 1998 – Stalin: Zevrubný životopis založený na nových dokumentech z ruských tajných archivů
- 2002 – Rasputin
- 2005 – Poslední car: Nikolaj II.

## Uvedení v Česku
- 1987 Lunin, Realistické divadlo Zdeňka Nejedlého, překlad Alena Morávková, režie Miroslav Krobot, premiéra 14. března 1987

## .Odkazy